# Trần Triệu Quân (cầu thủ bóng đá)
Trần Triệu Quân (tiếng Anh: Phillip Chan Siu Kwan, tiếng Trung: 陳肇鈞; Yale Quảng Đông: Chàn Siuhgwān; sinh ngày 1 tháng 8 năm 1992) là một cầu thủ bóng đá chuyên nghiệp người Hồng Kông hiện đang thi đấu cho câu lạc bộ Đại Phố và đội tuyển bóng đá quốc gia Hồng Kông ở vị trí tiền vệ.

## Tiểu sử
Trần Triệu Quân từng thi đấu cho đội trẻ của câu lạc bộ Brasil Grêmio FBPA vào năm 14 tuổi và được đào tạo tại học viện của đội bóng này từ năm 2006.
Anh từng tốt nghiệp chuyên ngành Thể dục và Sức khỏe tại Đại học Hồng Kông vào năm 2016.

## Sự nghiệp câu lạc bộ

Trần Triệu Quân tại lễ trao giải thưởng bóng đá Hồng Kông năm 2019.

Anh bắt đầu sự nghiệp bóng đá chuyên nghiệp vào năm 2011 khi thi đấu cho đội bóng vừa mới lên thi đấu tại Giải bóng đá Hạng Nhất Hồng Kông Sham Shui Po. Vào ngày 8 tháng 1 năm 2012, anh vắng mặt trong trận đấu với Hong Kong Sapling khi nhận đủ 2 thẻ vàng. Tháng 6 năm 2013, anh gia nhập câu lạc bộ Nam Hoa và khoác áo số 16. Vào ngày 13 tháng 7 năm 2017, anh thi đấu cho câu lạc bộ Đông Phương. Vào ngày 4 tháng 1 năm 2018, anh thi đấu cho câu lạc bộ Southern theo dạng cho mượn trong thời gian diễn ra mùa giải 2017-2018. Vào ngày 19 tháng 7 năm 2018, chủ tịch Eastern lúc đó là Lương Thủ Chí đã xác nhận rằng Trần Triệu Quân sẽ thi đấu cho câu lạc bộ Đại Phố. Vào ngày 1 tháng 7 năm 2019, anh trở lại Southern. Vào ngày 2 tháng 3 năm 2021, anh đầu quân cho câu lạc bộ Rangers. Vào ngày 29 tháng 9 năm 2022, anh gia nhập câu lạc bộ Kiệt Chí. Vào ngày 19 tháng 7 năm 2023, anh trở lại Đại Phố sau 4 năm.

## Sự nghiệp quốc tế
Vào ngày 11 tháng 6 năm 2019, anh có trận ra mắt cho đội tuyển Hồng Kông trong trận giao hữu gặp Đài Bắc Trung Hoa. Vào ngày 26 tháng 12 năm 2023, anh được triệu tập lên đội tuyển Hồng Kông (Trung Quốc) tham dự Cúp bóng đá châu Á 2023 tại Qatar. Vào ngày 14 tháng 1 năm 2024, anh ghi bàn thắng san bằng tỷ số 1–1 trong trận thua 1–3 trước đội tuyển Các Tiểu vương quốc Ả Rập Thống nhất, qua đó cán mốc bàn thắng thứ 1.000 trong lịch sử Cúp bóng đá châu Á.

## Thống kê sự nghiệp

### Câu lạc bộ
Tính đến 19 tháng 5 năm 2021
| Câu lạc bộ           | Mùa giải  | Giải đấu | Hạng đấu      | Hạng đấu  | Senior Shield | Senior Shield | Cúp Hồng Kông | Cúp Hồng Kông | Cúp Liên đoàn Hồng Kông | Cúp Liên đoàn Hồng Kông | AFC Cup       | AFC Cup   | Tổng cộng     | Tổng cộng |
| Câu lạc bộ           | Mùa giải  | Giải đấu | Số lần ra sân | Bàn thắng | Số lần ra sân | Bàn thắng     | Số lần ra sân | Bàn thắng     | Số lần ra sân           | Bàn thắng               | Số lần ra sân | Bàn thắng | Số lần ra sân | Bàn thắng |
| -------------------- | --------- | -------- | ------------- | --------- | ------------- | ------------- | ------------- | ------------- | ----------------------- | ----------------------- | ------------- | --------- | ------------- | --------- |
| Sham Shui Po         | 2011–2012 | 1        | 10            | 0         | –             | –             | 1             | 0             | 2                       | 0                       | –             | –         | 12            | 0         |
| Dreams Metro Gallery | 2012–2013 | 1        | 11            | 0         | 0             | 0             | –             | –             | 1                       | 0                       | –             | –         | 12            | 0         |
| Nam Hoa              | 2013–2014 | 1        | 5             | 0         | 0             | 0             | –             | –             | 0                       | 0                       | 0             | 0         | 5             | 0         |
| Nam Hoa              | 1         | 1        | 5             | 1         | 1             | 0             | 2             | 0             | 1                       | 0                       | 9             | 1         | 18            | 2         |
| Nam Hoa              | 1         | 1        | 3             | 0         | 0             | 0             | 2             | 0             | 0                       | 0                       | 6             | 1         | 11            | 1         |
| Nam Hoa              | 1         | 1        | 12            | 2         | 0             | 0             | –             | –             | 4                       | 1                       | –             | –         | 16            | 3         |
| Đông Phương          | 1         | 1        | 0             | 0         | 0             | 0             | –             | –             | –                       | –                       | –             | –         | 0             | 0         |
| Southern             | 1         | 1        | 6             | 1         | –             | –             | –             | –             | 2                       | 1                       | –             | –         | 8             | 2         |
| Đại Phố              | 2018–2019 | 1        | 12            | 6         | 4             | 2             | –             | –             | 1                       | 0                       | 6             | 2         | 23            | 10        |
| Southern             | 2019–2020 | 1        | 11            | 1         | 1             | 0             | –             | –             | 1                       | 0                       | –             | –         | 13            | 1         |
| Rangers              | 2020–2021 | 1        | 10            | 2         | –             | –             | –             | –             | –                       | –                       | –             | –         | 10            | 2         |
|                      | Tổng      | Tổng     | 85            | 13        | 6             | 2             | 5             | 0             | 12                      | 2                       | 21            | 4         | 128           | 21        |

### Đội tuyển quốc gia
Tính đến 23 tháng 1 năm 2024
| Đội tuyển quốc gia                   | Năm  | Số lần ra sân | Bàn thắng |
| ------------------------------------ | ---- | ------------- | --------- |
| Đội tuyển bóng đá quốc gia Hồng Kông | 2019 | 2             | 0         |
| Đội tuyển bóng đá quốc gia Hồng Kông | 2020 | 0             | 0         |
| Đội tuyển bóng đá quốc gia Hồng Kông | 2021 | 0             | 0         |
| Đội tuyển bóng đá quốc gia Hồng Kông | 2022 | 6             | 1         |
| Đội tuyển bóng đá quốc gia Hồng Kông | 2023 | 9             | 2         |
| Đội tuyển bóng đá quốc gia Hồng Kông | 2024 | 4             | 1         |
| Tổng                                 | Tổng | 21            | 4         |

### Bàn thắng quốc tế
| Số thứ tự | Ngày                | Số lần ra sân | Địa điểm                                       | Đối thủ   | Bàn thắng | Kết quả | Giải đấu                          |
| --------- | ------------------- | ------------- | ---------------------------------------------- | --------- | --------- | ------- | --------------------------------- |
| 1         | 11 tháng 6 năm 2022 | 5             | Sân vận động Salt Lake, Kolkata, Ấn Độ         | Campuchia | 3–0       | 3–0     | Vòng loại Cúp bóng đá châu Á 2023 |
| 2         | 11 tháng 9 năm 2023 | 13            | Sân vận động Hồng Kông, So Kon Po, Hồng Kông   | Brunei    | 7–0       | 10–0    | Giao hữu                          |
| 3         | 11 tháng 9 năm 2023 | 13            | Sân vận động Hồng Kông, So Kon Po, Hồng Kông   | Brunei    | 8–0       | 10–0    | Giao hữu                          |
| 4         | 14 tháng 1 năm 2024 | 19            | Sân vận động quốc tế Khalifa, Al Rayyan, Qatar | UAE       | 1–1       | 1–3     | Cúp bóng đá châu Á 2023           |

## Danh hiệu

### Câu lạc bộ
Đại Phố
- Giải bóng đá Ngoại hạng Hồng Kông: 2018–2019

### Danh hiệu cá nhân
- Cầu thủ trẻ xuất sắc nhất: 2014–2015

## Đời tư
Cha của anh, Trần Bách Hồng, từng là nhà vô địch đua ngựa Hồng Kông mùa giải 1986–1987 và từng là thành viên của câu lạc bộ đua ngựa Hồng Kông và câu lạc bộ đua ngựa Ma Cao. Anh từng học ở Trường Quốc tế Hong Lok Yuen và Trường Quốc tế Pháp ở Hồng Kông. Anh có bằng Tú tài Quốc tế tại Trường trung học Nam Đảo. Anh từng tốt nghiệp chuyên ngành Thể dục và Sức khỏe tại Đại học Hồng Kông vào năm 2016.